# Philenoptera cyanescens
Philenoptera cyanescens es una especie de plantas con flores  perteneciente a la familia Fabaceae. Es originario de África occidental.

## Descripción
Es un arbusto leñoso trepador que alcanza los 6-10-20 m de largo o los 2.4 m de altura. Tiene las ramillas sedosas cuando son jóvenes; y las hojas jóvenes de color negro azulado al secarse.

## Distribución y hábitat
Se distribuye por la sabana costera, donde es abundante, en Togo, Benín, Chad, y en los bosques secundarios; de transición, los bosques de sabana, y en una variedad de suelos o en barrancos a una altitud de 10-400 metros. En Bioko, Fernando Poo, es especialmente cultivada como planta colorante (añil Yoruba), formando un arbusto de 2-2,5 m de altura.

## Ecología
La planta es el alimento de las larvas del lepidóptero Charaxes jasius.

## Taxonomía
Philenoptera cyanescens fue descrita por (Schumach. & Thonn.) Roberty  y publicado en Bull. Inst. Franc. Afr. Noire, ser. A 16: 354. 1954
Sinonimia
- Lonchocarpus cyanescens (Schumach. & Thonn.) Benth.
- Robinia cyanescens Schumach. & Thonn. basónimo[1]